# Empires never last
Empires never last is een studioalbum van Galahad. De band gooide het met dit album over een ander boeg. Dat werd mede veroorzaakt doordat Karl Groom en Clive Nolan zich via hun Thin Ice geluidsstudio met het geluid gingen bemoeien. Het album klinkt steviger en compacter dan haar voorgangers.

## Musici
- Roy Keyworth – gitaar, mellotron en achtergrondzang
- Stuart Nicholson – zang
- Spencer Luckman – slagwerk, percussie
- Dean Baker – toetsinstrumenten, achtergrondzang
- Lee Abraham – basgitaar, achtergrondzang

Met
- Tina Groom – zang
- Sarah Quilter – zang
- Tina Booth – zang
- Karl Groom – akoestische gitaar (Africa twin) en gitaar (Sidewinder)
- Clive Nolan – nep-dulcimer

## Muziek
In I could be God is the I have a dream-toespraak van Martin Luther King te horen, in Sidewinder George W. Bush jr.

| Nr. | Titel                          | Duur  |
| --- | ------------------------------ | ----- |
| 1.  | De-fi-ance                     | 5:46  |
| 2.  | Termination                    | 7;15  |
| 3.  | I could be God                 | 14:01 |
| 4.  | Sidewinder                     | 11:04 |
| 5.  | Memories from an African twin  | 4:07  |
| 6.  | Empires never last             | 9:07  |
| 7.  | This life could be my last ... | 10;23 |